# マートバル・シンハ・タパ

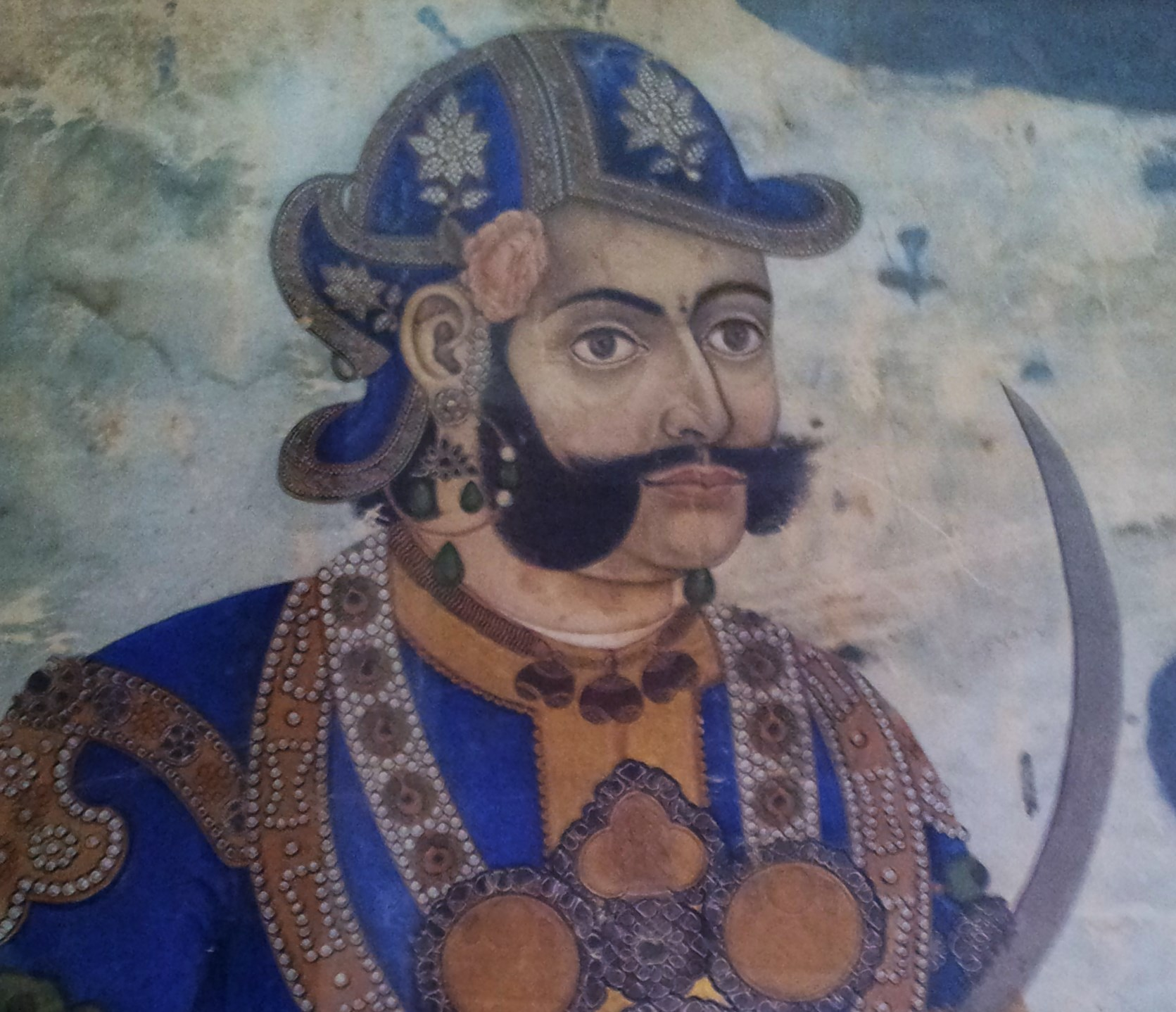
マートバル・シンハ・タパ

マートバル・シンハ・タパ（英語: Mathabar Singh Thapa、ネパール語: माथवरसिंह थापा、1798年 - 1845年5月17日）は、ネパールの政治家。同国首相を1843年11月28日から1845年5月17日まで務めた。 

## 生涯

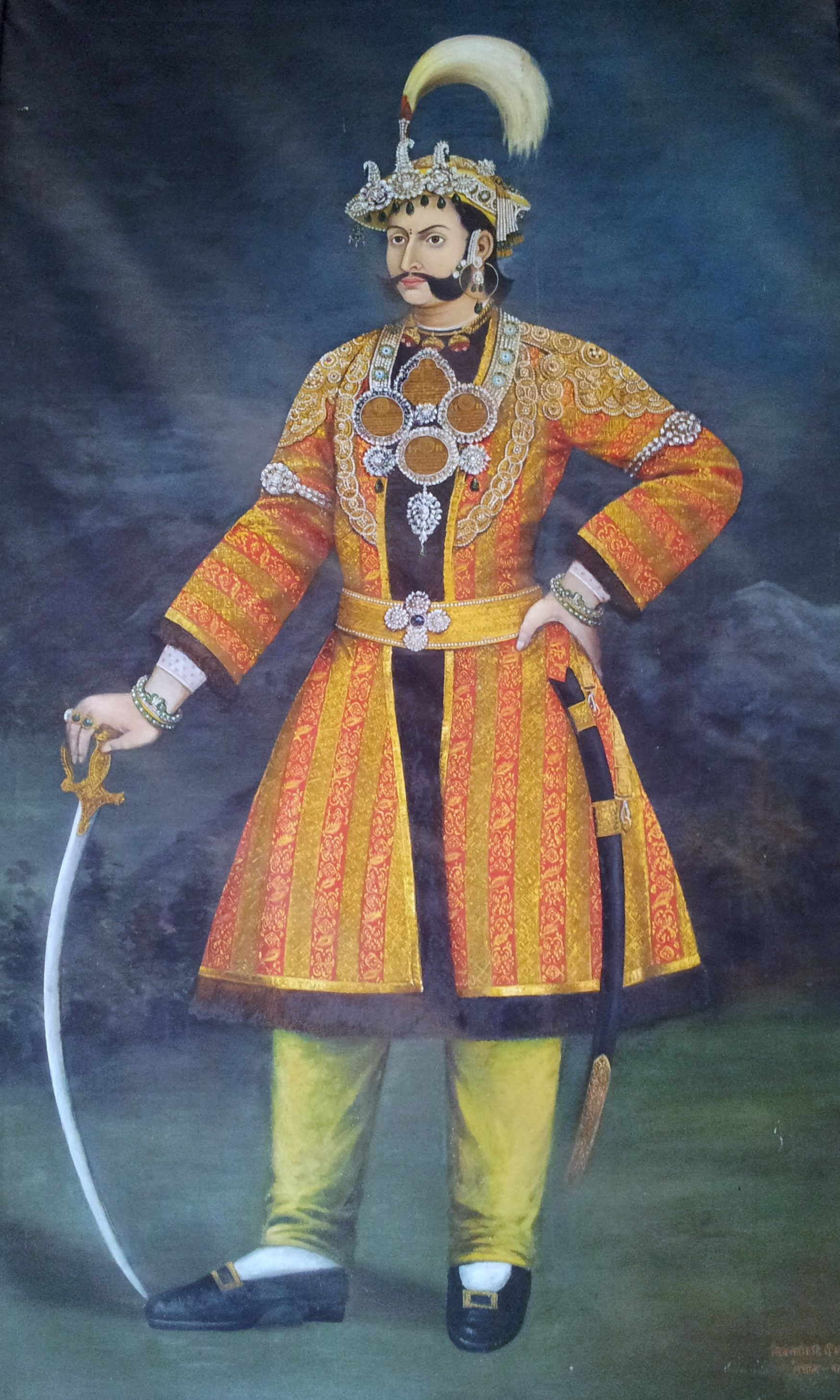
マートバル・シンハ・タパ

1843年、ファッテ・ジャンガ・シャハに代わる形で首相となる。
だが、マートバル・シンハは王太子スレンドラを擁し、ラジェンドラ王に退位を勧めたため、王と第二正妃ラージャ・ラクシュミー・デビーを敵に回した。
そのため、1845年にマートバル・シンハはガガン・シンハ・カワース、ジャンガ・バハドゥル・クンワルらによって殺害された。のち、ファッテ・ジャンガが首相に再任された。